# Koo Luam Khen
Koo Luam Khen ou Khoo Luan Khen (chinois simplifié: 古廉权; chinois traditionnel: 古廉權), né le 27 mars 1951, est un footballeur et entraîneur malaisien. Il était attaquant.

## Biographie
Il fait partie de la sélection malaisienne aux JO 1972. La Malaisie est éliminée au premier tour. En club, il est joueur de l'équipe de Perak FA.
Il entame ensuite une carrière d'entraîneur : il est le sélectionneur de Hong-Kong de 1994 à 1996. Il entraîne aussi l'Instant-Dict FC et le Sun Hei. Il est élu meilleur entraîneur de l'année en 2003 et en 2005. En 2013, il est le sélectionneur des Îles Mariannes du Nord.